# Oleica kusa
Oleica kusa (Meloe tuccius) – gatunek chrząszcza z rodziny oleicowatych. Występuje w południowej części Europy, Afryce Północnej oraz zachodniej i środkowej części Azji. Owady dorosłe żerują na roślinach, zaś larwy są najpierw ektopasożytami, a potem pasożytami gniazdowymi dzikich pszczół.

## Taksonomia
Gatunek ten opisany został po raz pierwszy w 1792 roku przez Pietra Rossiego. W 1911 roku Edmund Reitter utworzył dla niego monotypowy podrodzaj Meloe (Coelomeloe) i taka klasyfikacja jest stosowana najczęściej. W 2021 roku Alberto Sánchez-Vialas i współpracownicy opublikowali jednak wyniki molekularnej analizy filogenetycznej Meloini, według których Meloe tuccius zajmuje pozycję siostrzaną względem Meloe brevicollis. Autorzy ci proponują wyniesienie licznych podrodzajów Meloe do rangi osobnych rodzajów, w tym obejmującego M. brevicollis taksonu Eurymeloe. Po przyjęciu takiego kroku oleica kusa nosiłaby kombinację Eurymeloe tuccius, a Coelomeloe byłby synonimem Eurymeloe.
W obrębie tego gatunku wyróżnia się dwa podgatunki:
- Meloe tuccius corrosus Brandt & Erichson, 1832
- Meloe tuccius tuccius Rossi, 1792

## Morfologia
Chrząszcz o ciele długości od 15 do 40 mm. Ubarwienie ciała jest smoliście czarne lub z lekkim odcieniem niebieskim do fioletowego. Czułki są krótkie, o członach kulistawych, u samca są nieco grubsze niż u samicy, nie mają członów od piątego do siódmego rozszerzonych ani zagiętych. Punktowanie głowy i przedplecza jest bardzo grube, gęste i głębokie, przybierając postać dołków o ostrych krawędziach, miejscami łączących się w kratery. Głowa ma szerokość nie mniejszą niż przedplecze. Za oczami nie występuje podłużne wgłębienie. Przedplecze ma kształt prostokąta z lekko zaokrąglonymi bokami i charakterystycznym silnym wgłębieniem pośrodku krawędzi nasadowej, wskutek którego krawędź ta leży poniżej tarczki. Kąty tylne przedplecza są nabrzmiałe tworząc obwisłe fałdy po jego bokach. Pokrywy są skrócone, jajowate w zarysie. Na ich rzeźbę składają się gęste, duże, ale mniejsze niż na przedpleczu, stosunkowo regularne dołkowate punkty o tępych krawędziach oraz zmarszczki. Skrzydeł tylnej pary brak zupełnie. Odnóża ostatniej pary mają biodra tak szerokie jak długie, a golenie o ostrodze wierzchołkowej zewnętrznej dłuższej i grubszej od wewnętrznej. Odwłok jest duży, zwłaszcza u samic silnie rozdęty.

## Ekologia i występowanie

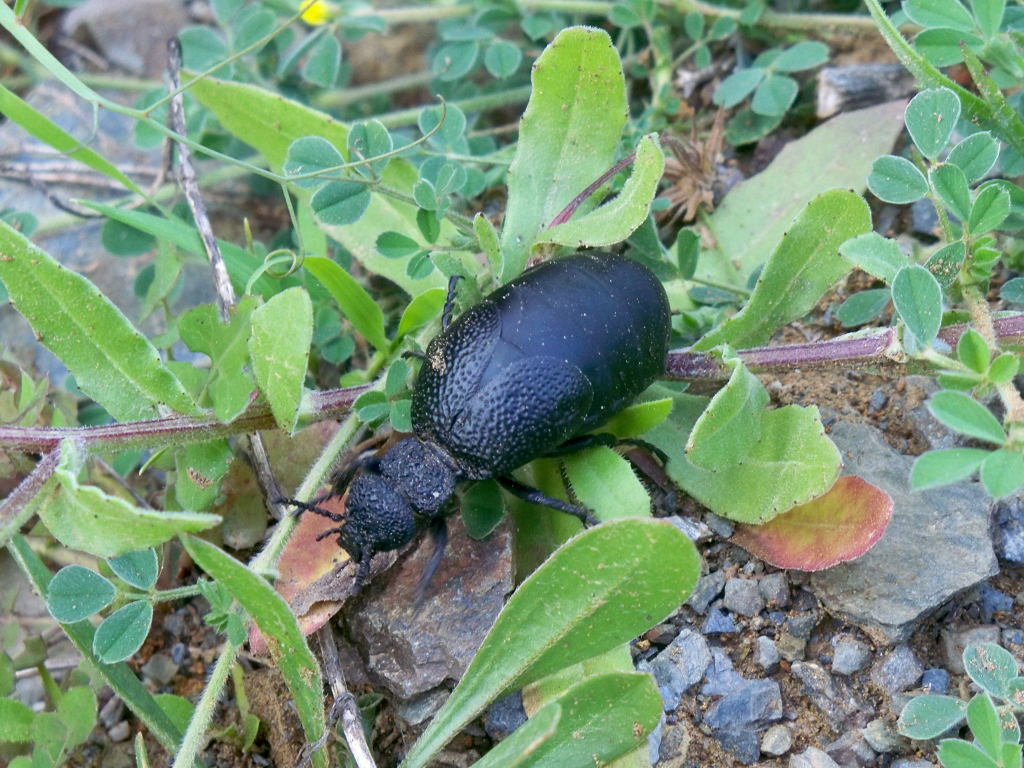
W środowisku naturalnym

Owad ten zasiedla tereny otwarte, jednak jego szczegółowe wymagania nie są znane. Osobniki dorosłe są fitofagami i żerują na soczystych, zielonych częściach roślin. Jaja składają do gleby. Wylęgają się z nich larwy pierwszego stadium zwane trójpazurkowcami, które wchodzą na kwiaty i tam przyczepiają się do dzikich pszczół. Larwa w czasie przebywania na pszczole żeruje na jej hemolimfie jako pasożyt zewnętrzny, a następnie zostaje pasożytem gniazdowym, najpierw zjadając jajo gospodarza, a potem liniejąc do formy pędrakowatej, żerującej na pyłku i nektarze zgromadzonym przez pszczołę.
Gatunek palearktyczny. W Europie znany jest z Portugalii, Hiszpanii, Francji, Austrii, Włoch, Malty, Słowacji, Węgier, Ukrainy, Rumunii, Bułgarii, Chorwacji, Bośni i Hercegowiny, Czarnogóry, Serbii, Albanii, Grecji oraz południowoeuropejskiej części Rosji. W Afryce Północnej zamieszkuje Maderę, Maroko, Algierię, Tunezję, Libię i Egipt.  W Azji stwierdzono jego występowanie w Azerbejdżanie, Armenii, na Cyprze, w Turcji, Syrii, Jordanii, Izraelu, Palestynie, Kazachstanie, Turkmenistanie, Uzbekistanie, Tadżykistanie, Iranie, Afganistanie i zachodnich Chinach.
Z XIX wieku pochodzi pojedyncze doniesienie o odnalezieniu tego owada na Śląsku, jednak nigdy nie zostało potwierdzone. W Polsce gatunek ten nie występuje, a najbliższe współczesne stanowiska ma w Austrii i na Podolu. Na „Czerwonej liście gatunków zagrożonych Republiki Czeskiej” umieszczony jest jako gatunek regionalnie wymarły (RE). 